# National Protected Area Authority

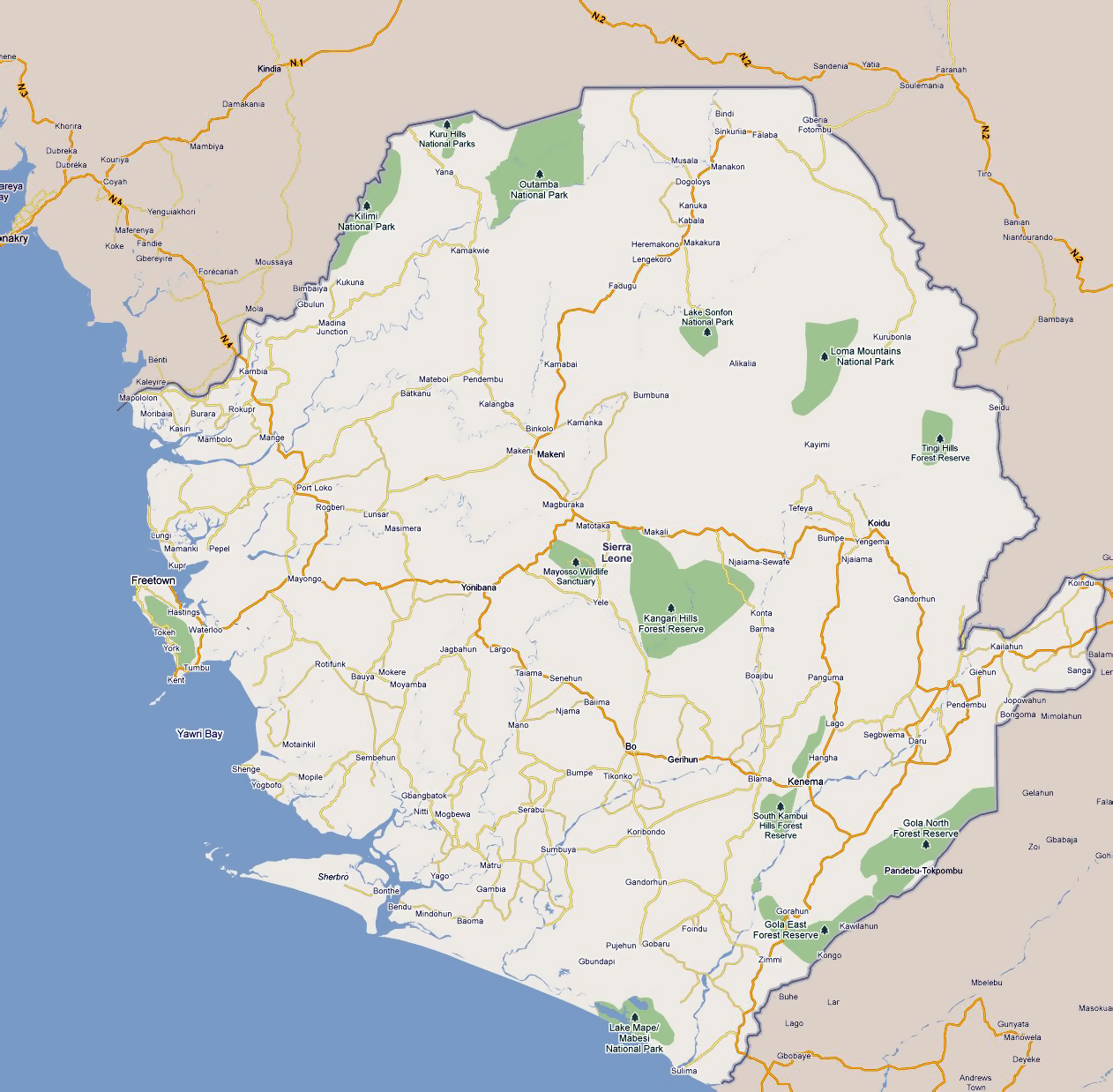
Naturschutzgebiete in Sierra Leone

Die National Protected Area Authority (NPPA; zu Deutsch etwa Nationale Behörde für Naturschutzgebiete) ist die Behörde für die Verwaltung von Naturschutzgebieten im westafrikanischen Sierra Leone.
Sie wurde auf Grundlage des The National Protected Area Authority and Conservation Trust Fund Act aus dem Jahr 2012 am 5. November 2014 gegründet.
Die NPAA ist eigenständig, arbeitet aber eng mit dem Ministerium für Land- und Forstwirtschaft zusammen, welches auch auf Grundlage des Wild life conservation Act aus dem Jahr 1972 Schutzgebiete ausweist.